# Bużyska
Bużyska – wieś w Polsce położona w województwie mazowieckim, w powiecie siedleckim, w gminie Korczew. Ma status sołectwa. Leży nad Bugiem.
W latach 1975–1998 miejscowość administracyjnie należała do województwa siedleckiego.
Wierni kościoła rzymskokatolickiego należą do parafii św. Stanisława Biskupa Męczennika i św. Anny w Knychówku.

## Historia
Wieś powstała na polach mieszczan drohickich. Według miejscowej tradycji pierwszym mieszkańcem był flisak Skudlarski, retman z Serocka. Z rozbitej berlinki wzniósł tu w XIX wieku pierwszy dom.